# Grêmio Esportivo Brasil
El Grêmio Esportivo Brasil, també conegut com a Brasil de Pelotas o GE Brasil, és un club de futbol brasiler de la ciutat de Pelotas.
El club va ser fundat per membres de l'Sport Club Cruzeiro do Sul, el 7 de setembre de 1911. El seu principal rival és l'EC Pelotas.
El 16 de gener de 2009, l'equip va patir un accident d'autobús en el que moriren diversos membres.

## Palmarès
- Campeonato Gaúcho:
  - 1919

- Campeonato Gaúcho de segona divisió:
  - 1961, 2004, 2013

- Copa Governador:
  - 1972

- Campeonato Citadino:
  - 1917, 1919, 1921, 1926, 1927, 1931, 1937, 1941, 1942, 1946, 1948, 1949, 1950, 1952, 1953, 1954, 1955, 1961, 1962, 1963, 1964, 1970, 1977